# آن فريتاس
آن فريتاس هي لاعبة كمال أجسام برازيلية، ولدت في 20 سبتمبر 1975 في كريسيوما في البرازيل.